# Diplopterinae
Diplopterinae es una subfamilia de insectos blatodeos de la familia Blaberidae. Tienen aspecto de escarabajos.

## Géneros
La subfamilia Diplopterinae está compuesta de los géneros:
- Calolampra
- Diploptera Saussure, 1864

Diploptera está compuesto por ocho especies.

## Distribución
Se pueden encontrar, según especies, en Australia, Birmania, China, Fiyi, Filipinas, Hawái, India, Indonesia, Isla Ascensión, Islas Marquesas, Malasia, Papúa Nueva Guinea, Samoa, Sri Lanka, Tailandia, Taiwán y Vietnam.